# Museo d'arte latinoamericana di Buenos Aires
Il Museo d'Arte Latinoamericana di Buenos Aires (Museo de Arte Latinoamericano de Buenos Aires in spagnolo), acronimo MALBA, è uno dei principali musei della capitale argentina Buenos Aires.
Situato nell'elegante quartiere di Palermo, è un museo privato che ospita una grande collezione di opere d'arte contemporanea di artisti latinoamericani.

## Storia
Nel 1996 fu esposta al pubblico per la prima volta la collezione d'arte del filantropo argentino Eduardo Costantini. Ad ospitare l'evento furono il Museo Nazionale di Belle Arti di Buenos Aires ed il Museo Nazionale d'Arti Visuali di Montevideo. Visto il successo riscontrato maturò l'idea di costruire uno spazio espositivo permanente dove ospitare le opere. Così, nel 1998, fu acquistato un terreno nel barrio di Palermo e fu bandito un concorso internazionale per la progettazione del museo. Ad aggiudicarsi il bando furono i tre architetti argentini Gastón Atelman, Martín Fourcade e Alfredo Tapia.
Il museo fu inaugurato il 20 settembre 2001 ed ospita la collezione Costantini oltre ad esposizioni temporanee di artisti latinoamericani. Tra i principali artisti esposti figurano Frida Kahlo, Roberto Matta, Pedro Figari, Tarsila do Amaral, Guillermo Kuitca, Jorge de la Vega, Linoenea Spilimbergo, Antonio Berni, Emilio Pettoruti e Fernando Botero. All'interno della struttura sono ospitate anche due importanti sezioni dedicate al cinema ed alla letteratura.